# Hieronymus av Prag
Hieronymus av Prag, född omkring 1365, död 30 maj 1416, var en böhmisk reformator.
Under studietiden, bland annat i Oxford blev han påverkad av John Wycliffe, och spred dessa i sitt hemland och kom som Jan Hus vän till Konstanz för att bistå denne men blev liksom Hus bränd såsom kättare.